# Luz Helena Sarmiento
Luz Helena Sarmiento Villamizar (Bucaramanga, 1972) es una geóloga y política colombiana. 
Ejerció como ministra de Ambiente y Desarrollo Sostenible de Colombia, entre septiembre de 2013 y agosto de 2014. Hasta el 3 de agosto de 2018 fue parte del equipo negociador del gobierno de Juan Manuel Santos para los diálogos de paz con la guerrilla del ELN.

## Biografía
Estudio geología en la Universidad Industrial de Santander y posteriormente se graduó de especialista de resolución de los conflictos en la Pontificia Universidad Javeriana. 
Entre otros cargos, se desempeñó como coordinadora Socio Ambiental en Amoco Petroleum Company; gerente de Medio Ambiente en Termo Santander de Colombia-Amoco Power; directora de Relaciones Externas en la Empresa Colombiana de Petróleos (Ecopetrol); y especialista Socio Ambiental del Banco Interamericano de Desarrollo (BID) y asesora del Ministerio de Ambiente, Vivienda y Desarrollo Territorial. Decidió cambiar su trabajo en Washington en el BID para dirigir la Autoridad Nacional de Licencias Ambientales (ANLA).